# Svatopluk Kvaizar
Svatopluk Kvaizar (27. srpna 1947 – 18. července 2025) byl český rallyový závodník, vítěz Poháru Míru a přátelství (1983, 1985) a mistr Československa (1979, 1985). Byl jedním z prvních českých jezdců kteří startovali ve WRC, kde startoval 17×. Též startoval v ERC či Mitropě. Byl dlouholetým továrním pilotem týmu Škoda Motorsport.

## Kariéra
Závodit začal v 60. letech a skončil v roce 1988, po 13 letech strávených ve vozech Škoda 110, 120 a 130.
Jeho nejlepší klasifikací ve WRC je 9. místo na Rally Sanremo v roce 1986 s Jiřím Janečkem na místě spolujezdce. (Soutěž byla poté v prosinci téhož roku zrušena FISA, po kontroverzi u vozů Lancia / Peugeot kvůli jejich ilegalitě.) V roce 1978 získal S. Kvaizar na RAC Rally vítězství třídy 1/2.
Jeho navigátorem byl Jiří Kotek od jeho počátků až do poloviny sezóny 1981, do poloviny roku 1983 byl nahrazen Janem Soukupem a poté Monikou Eckardt (RAC Rally 1984). Až do konce kariéry jej pak navigoval Janeček.